# Kinora

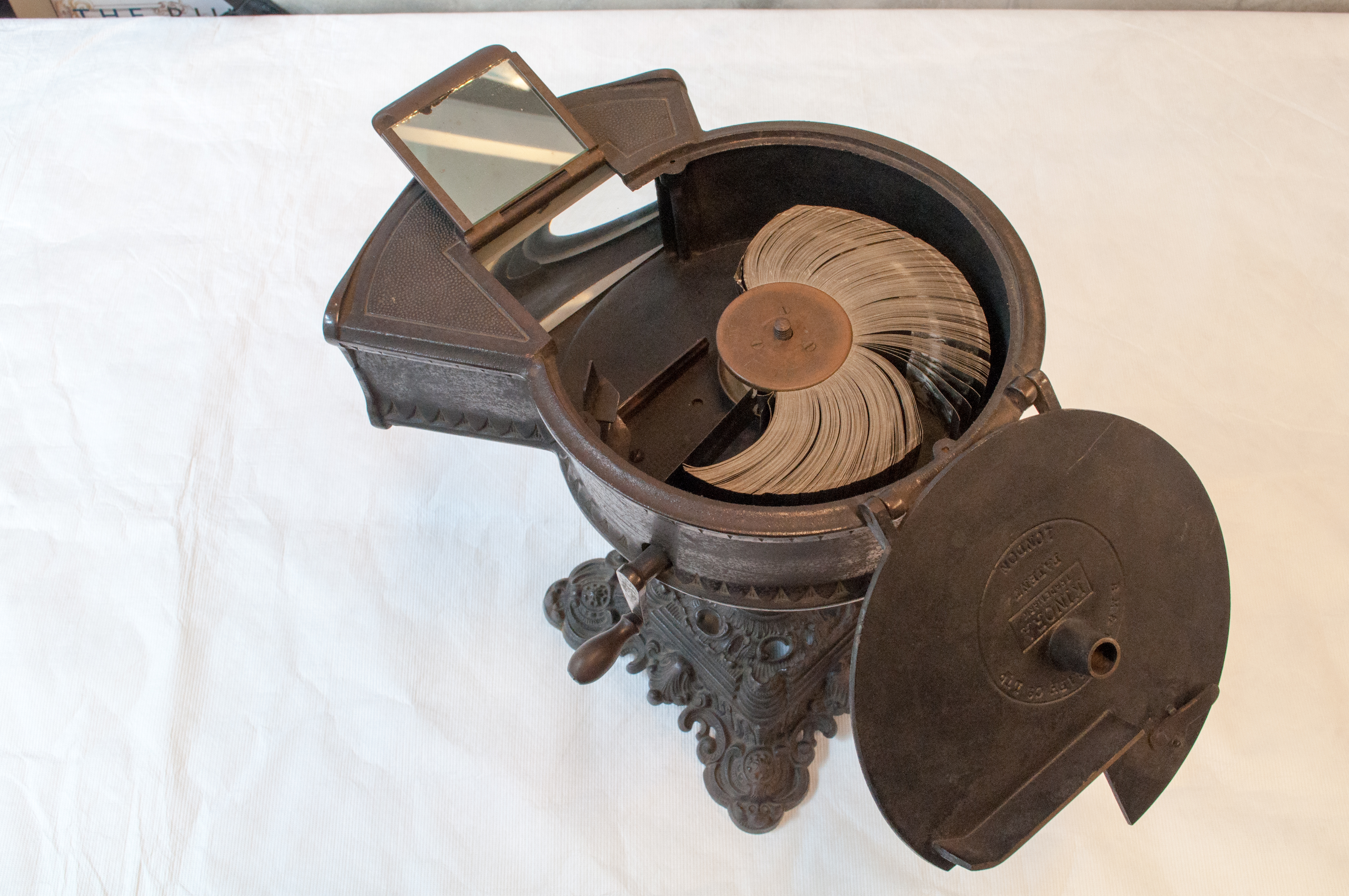
"Kinora", British Mutoscope and Biographs Co. Ltd., Londen (ca. 1905)

De Kinora is een eind-19de-eeuwse flipboekkijker. Het toestel werd uitgevonden door de gebroeders Lumière.

## Beschrijving
Volgens het Engelse patent uit 1896 van B.J.B. Mills bestaat de Kinora uit een reeks kaartjes met opeenvolgende afbeeldingen, bevestigd aan een as. Door de as manueel of via een motor te roteren kunnen de beelden een na één snel na elkaar bekeken worden, al dan niet via een lenzensysteem. Door de snelle opeenvolging van de beelden ontstaat een film-effect. 
Het getoonde exemplaar (1905) uit de collectie van het FoMu Antwerpen heeft een dubbel lenzensysteem zodat twee personen gelijktijdig kunnen kijken. Het wordt manueel aangedreven met een slinger.

## Galerij

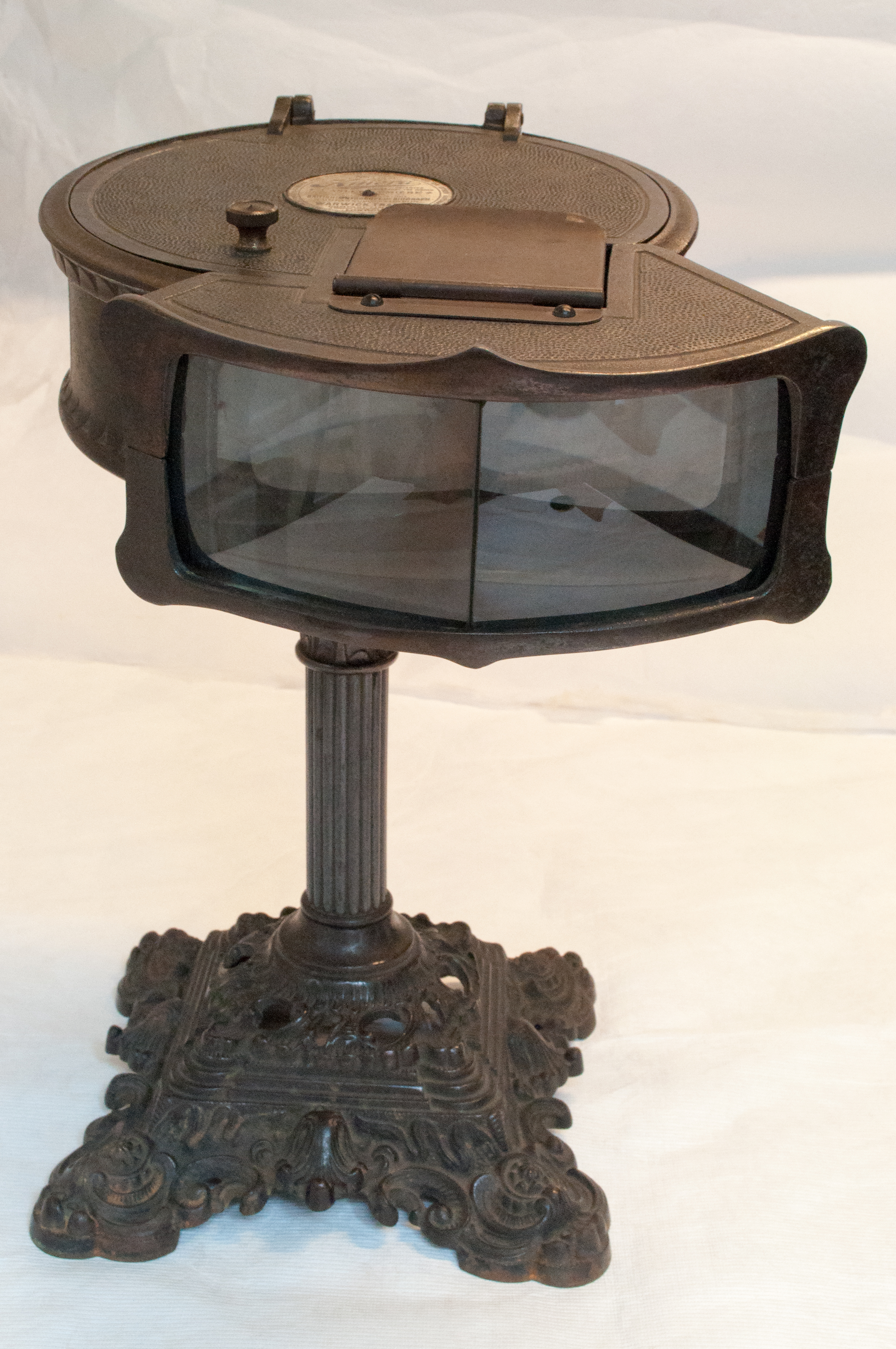
"Kinora", British Mutoscope and Biographs Co. Ltd., Londen (ca. 1905)
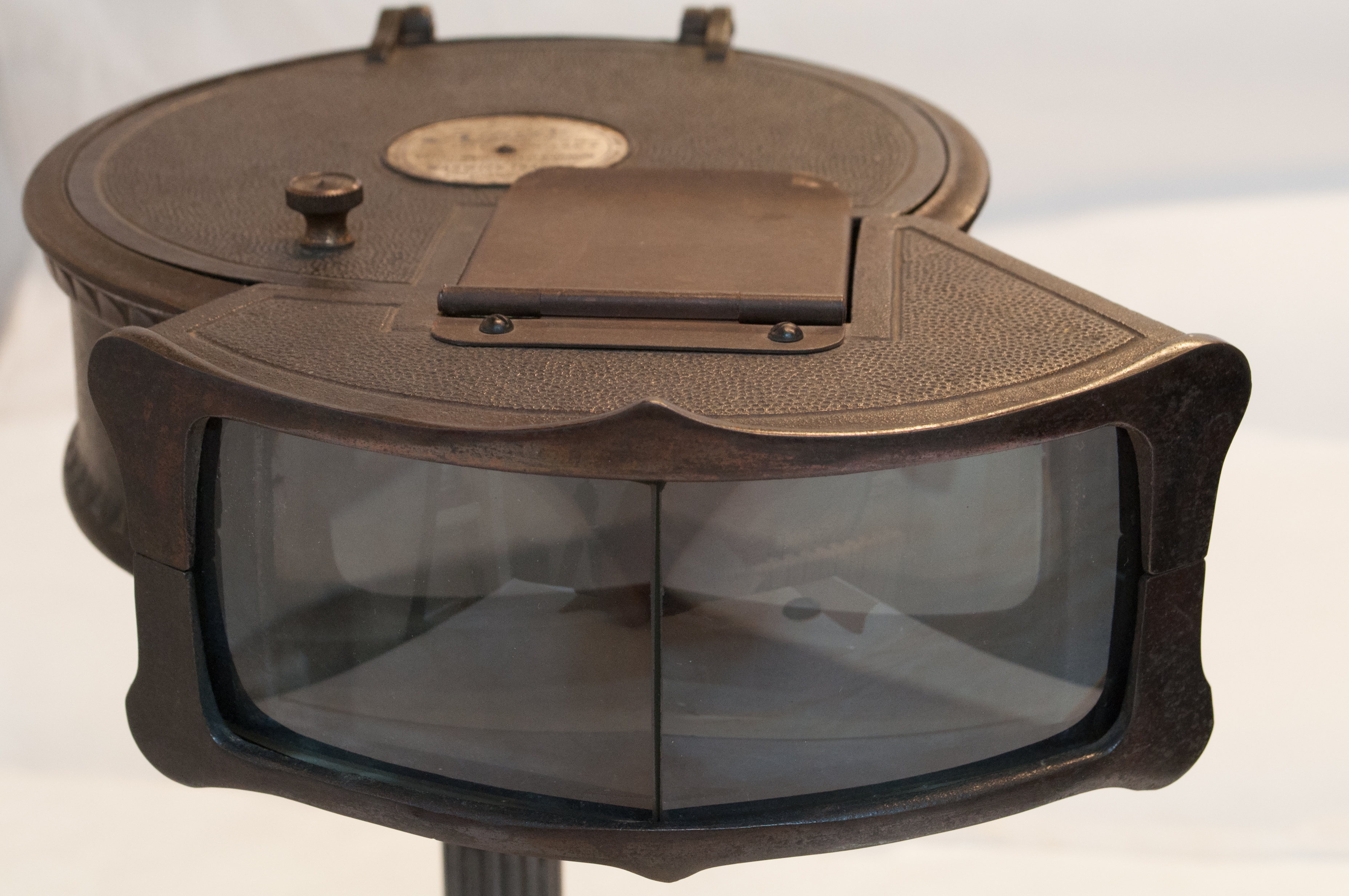
"Kinora", British Mutoscope and Biographs Co. Ltd., Londen (ca. 1905)
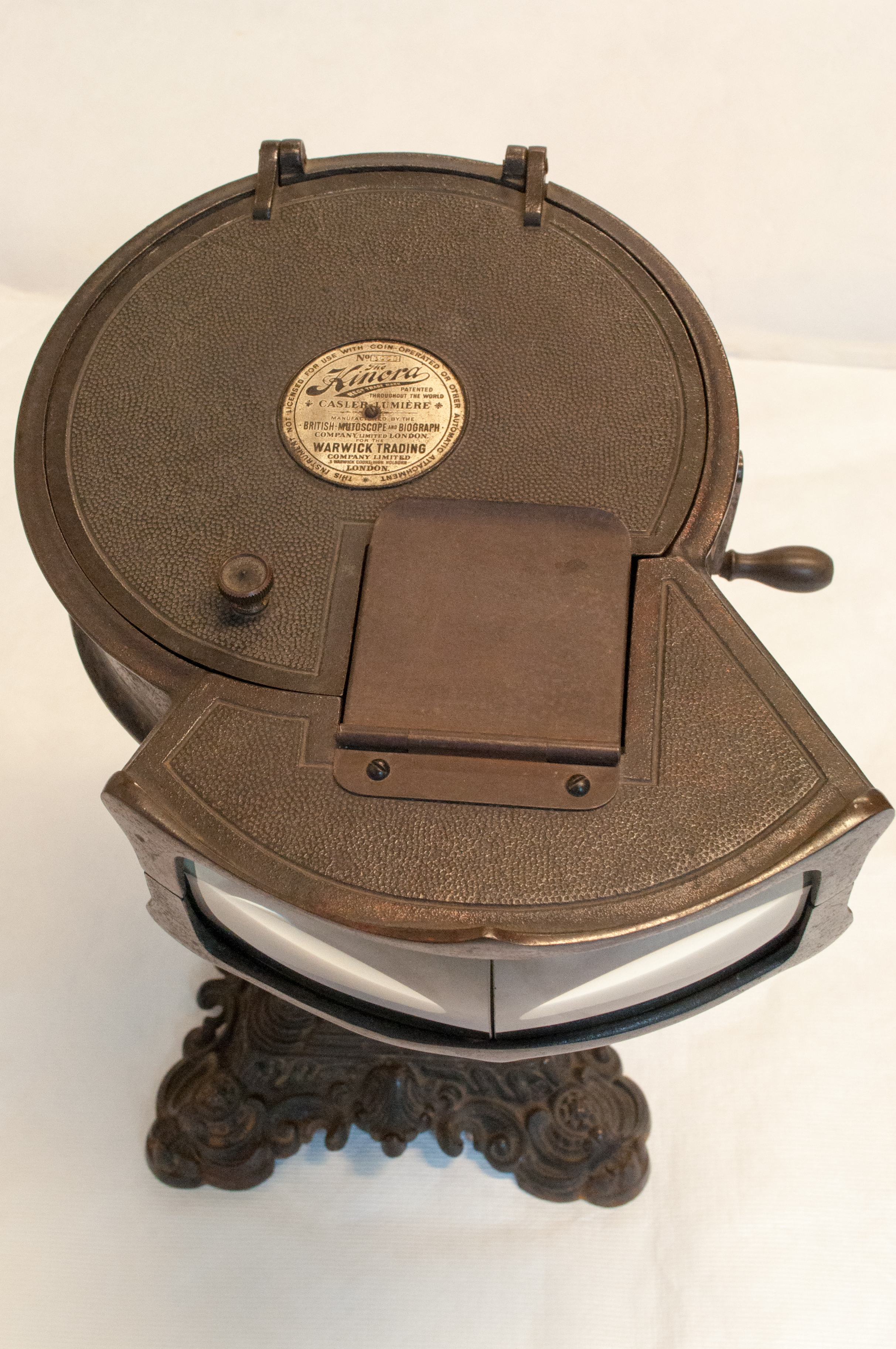
"Kinora", British Mutoscope and Biographs Co. Ltd., Londen (ca. 1905)
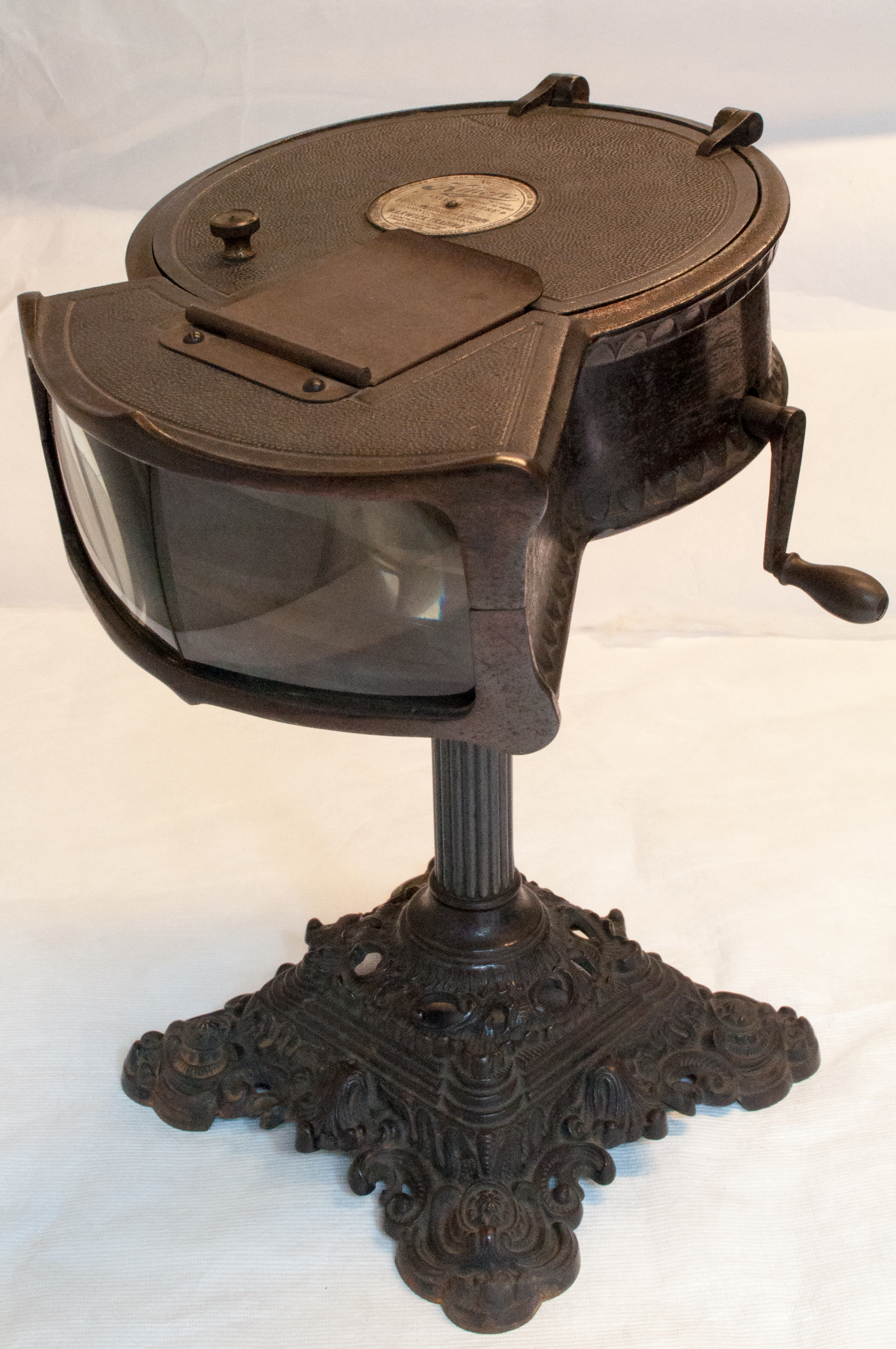
"Kinora", British Mutoscope and Biographs Co. Ltd., Londen (ca. 1905)
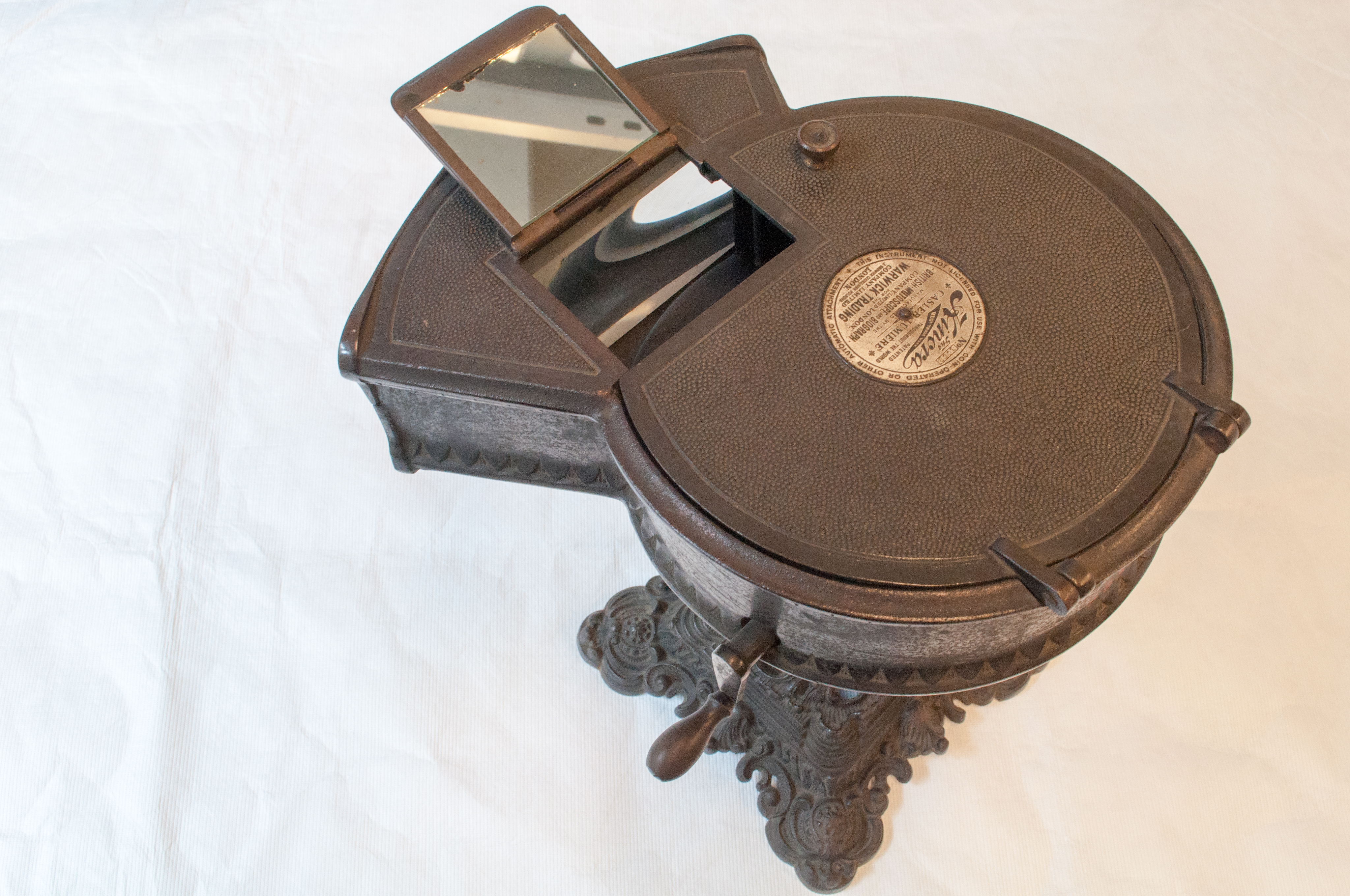
"Kinora", British Mutoscope and Biographs Co. Ltd., Londen (ca. 1905)